# Michael Schwarzinger
Michael Schwarzinger (* 10. Juni 1955 in Feldkirch, Vorarlberg) ist ein österreichischer Diplomat. Er war Botschafter in Vilnius, Bukarest, nicht residenter Botschafter für Malta und von 2017 bis 2020 Botschafter in Seoul.

## Leben
Michael Schwarzinger studierte an der Universität Innsbruck Germanistik und Anglistik und wurde 1982 zum Dr. phil. promoviert.
Von 1978 bis 1980 arbeitete er als Lektor an der University of Wales in Aberystwyth und von 1982 bis 1984 als Lektor an der University of Aston in Birmingham, Großbritannien.
Von 1984 bis 1986 absolvierte er ein Postgraduate Studium an der Diplomatischen Akademie Wien.
1986 erfolgte die Aufnahme in das Bundesministerium für auswärtige Angelegenheiten (BMaA). Bis 1987 arbeitete Michael Schwarzinger als Referent in der Kultur- und in der Konsularsektion. Im Jahr 1987 war er als Attaché der Botschaft Abidjan, Côte d‘Ivoire, zugeteilt. 1989 wurde er als Botschaftssekretär an die Botschaft Bern entsandt. Von 1992 bis 1995 war er Botschaftsrat an der Österreichischen Botschaft Bukarest und von 1995 bis 1997 Leiter des Referates für Mitteleuropa und EU-Erweiterung im BMaA. Von 1997 bis 2001 wirkte er als Gesandter an der Ständigen Vertretung bei der EU in Brüssel, als Vertreter Österreichs in den Ratsarbeitsgruppen Mitteleuropa und EU-Erweiterung, während des österreichischen EU-Ratsvorsitzes 1998 als Vorsitzender der RAG Mitteleuropa. Von 2001 bis 2006 war er Botschafter in Litauen und von 2006 bis 2007 Leiter des Referates für die Koordination betreffend den Europäischen Rat und den Rat Allgemeine Angelegenheiten und Außenbeziehungen.
Von 2007 bis 2010 war er Leiter der Abteilung für EU-Grundsatzfragen, Institutionen und institutionelle Fragen und von 2010 bis 2014 Botschafter in Rumänien und in der Republik Moldau mit Sitz in Bukarest. Von 2014 bis 2017 war Michael Schwarzinger Referent im Außenministerium für Terrorismusbekämpfung sowie für Flüchtlingswesen. Von 2016 bis Oktober 2018 war er nicht residenter Botschafter für Malta.
Von 2017 bis 2020 wirkte Schwarzinger als Botschafter in Seoul.

## Auszeichnungen
- 2004: Großes Ehrenzeichen für Verdienste um die Republik Österreich[3]
- Kommandeurskreuz des Verdienstordens der Republik Litauen
- Ehrendoktorat der Universität Alba Iulia (Karlsburg)
- Ehrenbürger von Brașov (Kronstadt) und Pianu (Rumänien)
- 2021: Diplomatischer Verdienstorden der Republik Korea in der Ordensstufe der Gwanghwa Medaille

## Bücher
- Martin Sajdik, Michael Schwarzinger: Die EU-Erweiterung: Hintergrund, Entwicklung, Fakten, Verlag Österreich, Wien 2003 ISBN 978-3704640505
- Martin Sajdik, Michael Schwarzinger: European Union Enlargement: Background, Developments, Facts. Central and Eastern European Policy Studies Volume 2, New Brunswick, N.J. and London: Transaction, 2008. ISBN 978-1-4128-0667-1
- Martin Sajdik, Michael Schwarzinger: European Union Enlargement: Background, Developments, Facts (in chinesischer Sprache) 2011 ISBN 978-7-5117-1044-4